# Mesozom

Typ mesozomu v bakteriální buňce připravený chemickou fixací, kryofixací (bez výskytu mesozomů) a chemickou fixací po zmražení pro pozorování pod elektronovým mikroskopem,

Mesozom je zvláštní typ vchlípeniny z cytoplazmatické membrány bakterií. Má klubíčkovitý tvar a vybíhá do cytoplazmy. Mesozomy se vyskytují hlavně poblíž oblasti, kde se při dělení buňky tvoří přepážka. Ačkoliv v 60. letech dvacátého století jim bylo předpovídáno mnoho funkcí, v 70. letech se ukázalo, že mesozomy jsou artefakty, vznikají jako produkty činností člověka při přípravě preparátu chemickou fixaci a nejsou tedy součástí normální struktury bakteriální buňky.

## Počáteční pozorování
Tyto vychlípeniny byly pozorovány na preparátu (který byl připraven chemickou fixací) grampozitivní bakterie pod elektronovým mikroskopem. První pozorování provedli George B. Chapman and James Hillier v roce 1953, kteří tyto struktury pojmenovali jako "periferní tělíska" ("peripheral bodies"). Termín "mesozomy" použil roku 1959 J. D. Robertson. Zpočátku se myslelo, že mesozomy mohou hrát roli v několika buněčných procesech (např. při stavbě buněčné stěny během dělení buňky, replikaci chromozomů, nebo že jsou místem oxidativní fosforylace).

## Vyvrácení hypotéz
V 70. letech dvacátého století se staly mesozomy předmětem zkoumání. S postupným shromážděním informací o nich ale vyšlo najevo, že mesozomy vznikají lidskou činností během chemické fixace, kdy dochází k poškození cytoplazmatické membrány. V buňkách, které nebyly chemicky fixovány, se mesozomy nevyskytovaly. Na konci 80. let nové postupy při tvorbě preparátů pro elektronové mikroskopy (především mrazová fixace - kryofixace) jasně prokázaly, že se mesozomy v žijící buňce nevyskytují. Nicméně několik studií argumentuje, že je tento důkaz nepřesvědčivý a mesozomy nemohou být výtvorem člověka ve všech buňkách.
V roce 2000 byly pozorovány mesozomům podobné vychlípeniny u bakterií, které byly vystavené antibakteriálním peptidům (defensinům). V roce 2007 pak u bakterií vystavených určitým třídám antibiotik. Tento objev mesozomům podobných struktur může být výsledkem chemického poškození cytoplazmatické membrány či buněčné stěny.
Případ přijetí a následného vyvrácení mesozomální hypotézy by se mohl diskutovat z mnoha hledisek filosofie vědy. Například jako zkouška vědecké komunity při analýze a plnění testovacího procesu, kdy vědecká idea může být falešná a hypotézy následně vědecky vyvráceny. Hodnou diskuze je také skutečnost, že mesozom jako reálná struktura bakteriální buňky se dosud běžně vykládá v hodinách středoškolské biologie a lze se s ním setkat i ve vysokoškolských skriptech 21. století.